# Simon Jordan
Simon Jordan (Thornton Heath, 24 settembre 1967) è un imprenditore inglese.
È principalmente ricordato per essere stato il proprietario della squadra di calcio inglese del Crystal Palace dal 2000 al 2010.

## Biografia
Figlio di Peter Jordan, calciatore del Crystal Palace degli anni cinquanta, Simon entrò nel giro del business telefonico già all'età di 20 anni, quando divenne socio della Wright Connections, un'azienda di telefonia mobile di proprietà del suo amico James Wright. Poiché l'attività non diede i frutti sperati, il ragazzo lasciò la Wright Connections e fondò la propria compagnia telefonica, chiamata Pocket Phone Shop, insieme ad Andrew Briggs. Nel 2000 Jordan e Briggs cedettero l'azienda alla One2One per circa 100.000 euro.
Nell'estate del 2000 Jordan acquistò la squadra di calcio inglese del Crystal Palace, in quel momento in amministrazione controllata e a rischio fallimento, diventando così il proprietario più giovane nella storia della Football League. Sotto la sua guida il Palace raggiunse la promozione in Premier League (massima divisione inglese) nel 2004, ma retrocesse in Championship (seconda divisione inglese) dopo una sola stagione.
Nel novembre del 2009 Jordan rese nota la sua intenzione di vendere il club a causa dei problemi finanziari che non gli permettevano di pagare gli stipendi di staff e calciatori. Date le difficoltà nel trovare potenziali acquirenti, il 26 gennaio 2010 il Crystal Palace entrò in amministrazione controllata e venne successivamente ceduto ad un consorzio chiamato CPFC 2010, capitanato dall'imprenditore Steve Parish.
| Controllo di autorità | VIAF (EN) 296482991 · LCCN (EN) nb2013003975 |